# 織田作之助

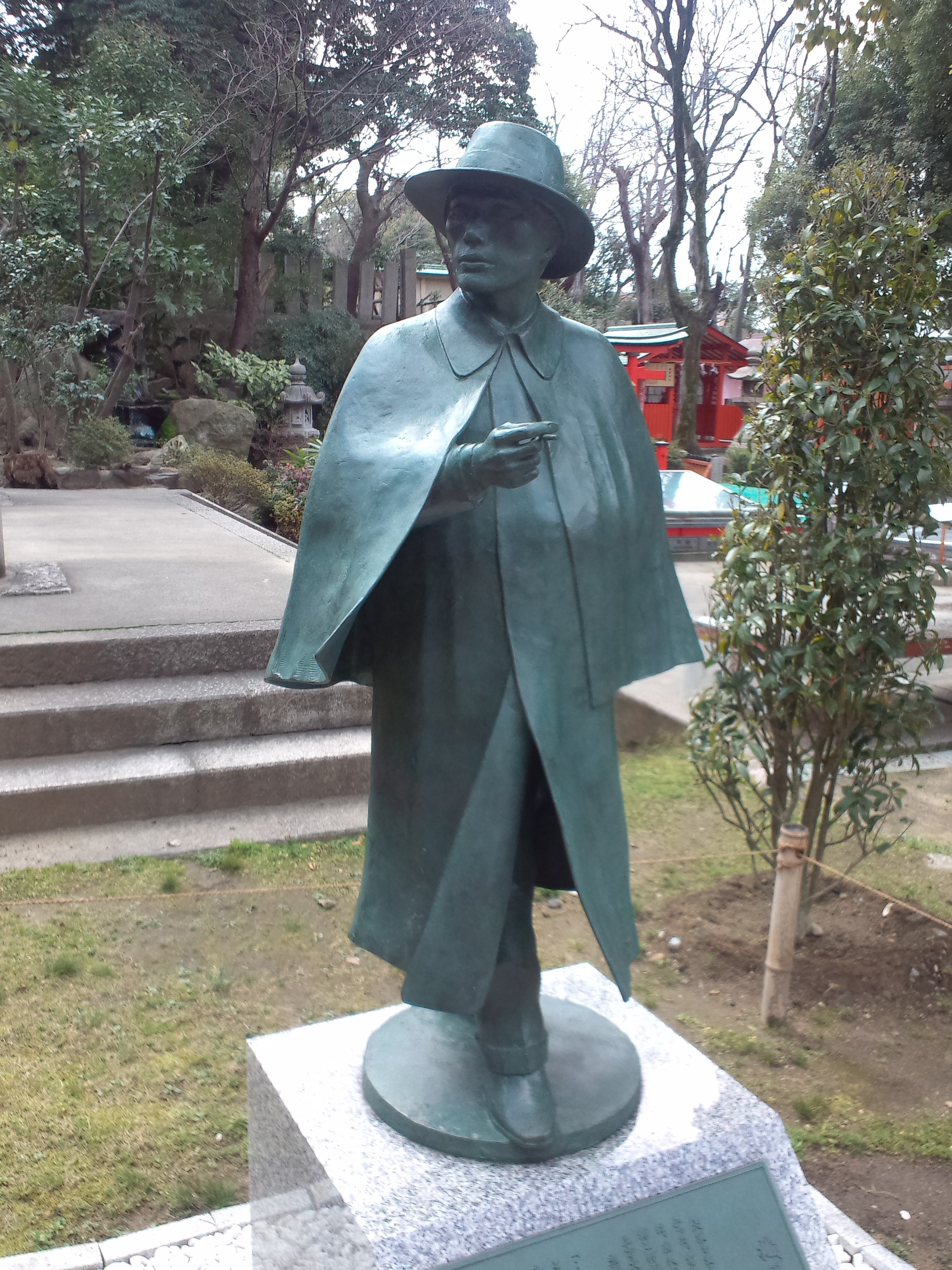
織田作之助の像（大阪市、生國魂神社）

織田 作之助（おだ さくのすけ、1913年（大正2年）10月26日 - 1947年（昭和22年）1月10日）は、日本の小説家。戦後、太宰治、坂口安吾、石川淳らと共に無頼派、新戯作派と呼ばれ「織田作（おださく）」の愛称で親しまれる。『夫婦善哉』で作家としての地位を確立。

## 生涯

### 生い立ち
1913年（大正2年）、大阪市南区生玉前町（現・天王寺区上汐4丁目、生魂小学校正門前付近）にて、仕出屋（後に『一銭天麩羅屋』に業態変更）「魚春」の織田鶴吉、たかゑの長男として生まれる。仕出屋とは言え、上汐町筋より路地を入った所謂『裏店』（うらだな）であったが、中央区上汐1丁目の一画（『近松門左衛門の墓』のすぐ東側）に当時の家並(表店と路地=長屋)が唯一残っている。当時両親は母方から結婚反対に遭っていた為に婚姻届を提出できておらず、戸籍上は母の兄・鈴木安太郎の甥「鈴木作之助」という形をとった。作之助が「織田作之助」となるのは、1926年に両親が正式に入籍を果たしてからである。
1917年に父が商売で失敗し、大阪市東区東平野町に移る。1920年（大正9年）、大阪市立東平野第一尋常高等小学校（現・大阪市立生魂小学校）に入学。1926年、旧制大阪府立高津中学校（現・大阪府立高津高等学校）入学、この頃は『少年倶楽部』などを愛読し、校誌『常盤木』に夏休みのみ同人として参加。1931年に第三高等学校（新制京都大学教養部の前身）文科甲類に合格、田宮虎彦、白崎礼三、瀬川健一郎などと知り合う。1932年には校友会誌『嶽水会雑誌』に評論や戯曲を寄稿、青山光二とともに1933年に編集委員となる。1934年に卒業試験中に喀血し、白浜温泉にて転地療養。その後復学はするものの、勉学に対する意欲を失い、町歩きに明け暮れるようになり、また東一条のカフェの女給宮田一枝と出会い同棲生活を始める。劇作家志望で『嶽水会雑誌』に戯曲「饒舌」を発表し、1935年に青山光二、柴野片彦らと同人誌『海風』を創刊。1936年、出席不足で退学。
1938年にスタンダールに影響を受けて小説家へ志向を転換、『海風』に初めての小説「ひとりすまう」を発表、続いて書いた「雨」が武田麟太郎に注目される。

### 作家活動
1939年（昭和14年）3月に帰阪。長姉・タツの嫁ぎ先である竹中国治郎のもとへ寄寓する（ちなみにこの夫婦は、三高時代の学費を全額負担するなど、学生時代の作之助に対し惜しみない援助を行っていた）。7月15日、阿倍野の料亭「ちとせ」で宮田一枝と挙式し、南河内郡野田村（現・堺市東区）へ移る。尚、この時期、作之助は日本織物新聞社や日本工業新聞社（現・産業経済新聞社）への勤務を経験している。
一方で作家活動も続け、1939年9月には『海風』6号に「俗臭」を発表。この作品は、義兄竹中国治郎の長兄・吉川重太郎の生涯に題を得たものだが、これが翌年、室生犀星の推薦で芥川龍之介賞候補作となって注目を集める。更に7月に発表した「夫婦善哉」（小説）が改造社の第一回文芸推薦作品となり、これを機に本格的な作家生活に入る。
尚、「俗臭」の冒頭に登場する児子勘吉は、義兄・竹中国治郎（およびその兄・吉川重太郎）の父で、湯浅の網元である吉川房六と言われている。
1941年8月には内閣情報局により風俗壊乱の恐れのある小説の一つとして『青春の逆説』が発禁処分（当時は発禁対象小説の題名は秘匿されていた）を受けたが、当時の世俗を活写した短編「世相」を発表するなど、太宰治、坂口安吾、石川淳らと共に新戯作派（無頼派）として活躍し、「オダサク」の愛称で親しまれた。

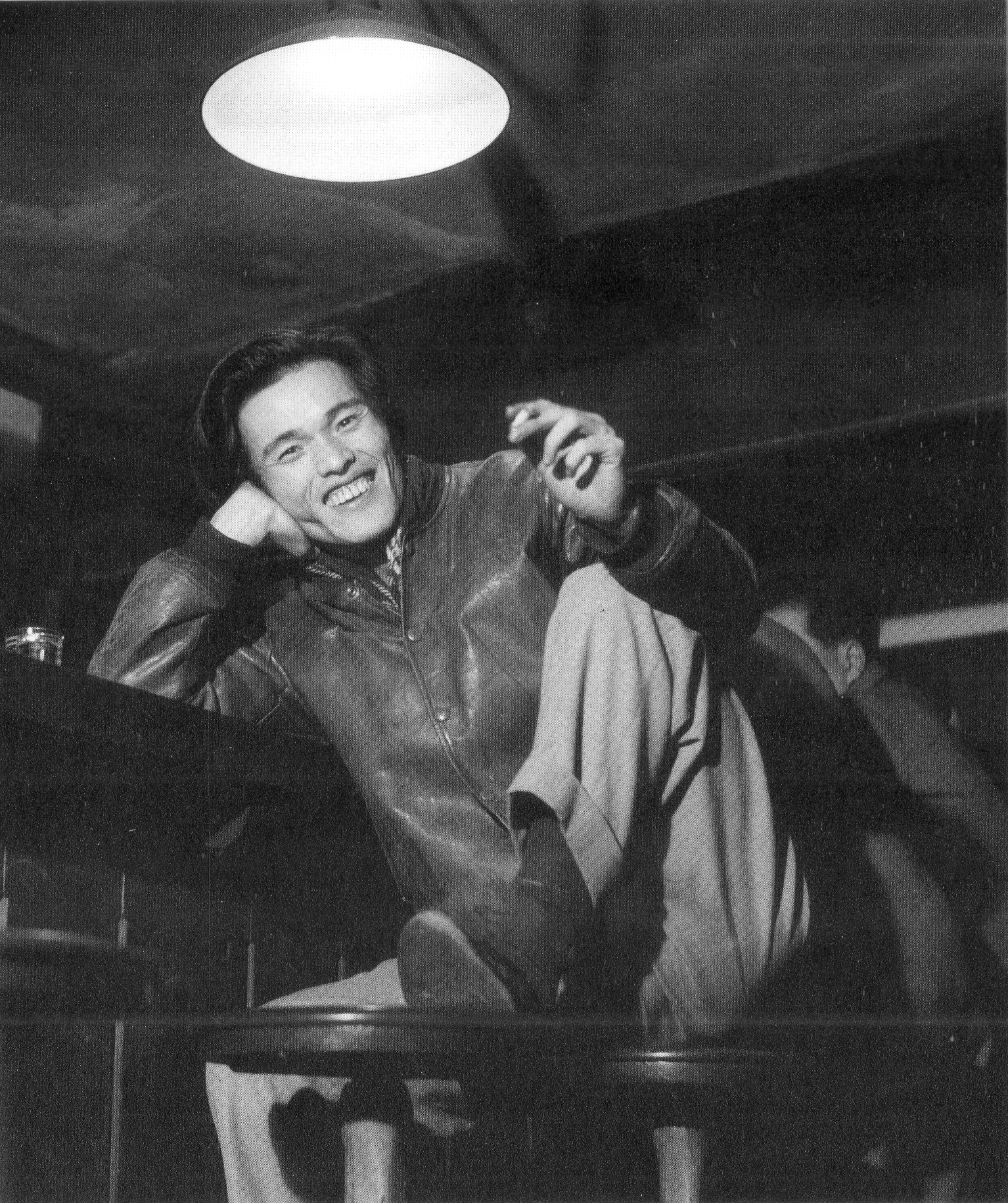
織田作之助 (酒場「ルパン」で。1946年〈昭和21年〉)・林忠彦撮影

1943年頃に作品映画化を通じて映画監督・川島雄三と親交を深め、川島と共に日本軽佻派を結成した。
1944年（昭和19年）8月6日に妻・一枝を癌で亡くし（享年31）、2年後に笹田和子と再婚した。
1943年の「聴雨」「勝負師」および1946年の「可能性の文学」は大阪の将棋棋士坂田三吉を題材としており、織田の死後の1947年に北條秀司がさらに坂田を主人公とした戯曲『王将』を発表をして、坂田三吉の名が広く知られるようになった。
1946年（昭和21年）12月、結核による大量の喀血を起こし、東京病院（現・東京慈恵会医科大学附属病院）に入院する。一進一退しつつも病状は徐々に悪化し、翌年の1月10日に死去。享年33。天徳寺で通夜が執り行われ、13日には桐ヶ谷斎場で荼毘に付される。1946年8月30日から『読売新聞』に連載されていた『土曜夫人』は12月8日で中絶した。
その後、大阪にて再び通夜が行われ、1月23日には楞厳寺（大阪市天王寺区）で葬儀が営まれた。葬儀委員長は作家・藤沢桓夫、喪主は義兄・竹中国治郎が務めた。墓所は楞厳寺の境内にあり、墓碑の背面には藤沢と吉村正一郎の手で、作之助の生涯が記されている。

### 没後
愛妻家であり、最初の妻・一枝の死後、最期まで一枝の写真と遺髪を肌身離さず持ち歩いていた。一緒に持ち歩いていたライターや注射器（結核治療用の抗生物質を打つため。ただこの注射器を使ってヒロポンを打っていたとも言われている）と共に、日本近代文学館〈東京都目黒区〉に保管された。坂口安吾の「反スタイルの記」では、ヒロポンを常用していた様子が描写されている。またこの文章は作之助が死去した年に執筆されており、結核による喀血も同様に描写されている。
1983年から大阪文学振興会により、作之助の名前を冠した織田作之助賞が主催されている。
没後60年目にあたる2007年に、「夫婦善哉」に別府温泉を舞台とした続編が存在していたことが判明。
2008年（平成20年）1月に「六白金星」と同じ題の未発表原稿が36枚発見された。原稿は戦中の1940年（昭和15年）の「文芸」9月号に掲載される予定だったもので1946年（昭和21年）に発表された「六白金星」のあとがきに「同じやうな材料を、私は昭和15年に書いたが、当時発表を許されなかった」と記されていたことから、これがその『同じやうな材料』にあたるものではないかと考えられ検閲により発表できなかったのではと考えられている。未掲載原稿は400字詰め原稿用紙で書かれており未完。ストーリーはほぼ同じだが、細部の文章が大きく異なる。

### エピソード
- 作之助は前述の通り仕出屋の出身だが、当時、路地裏=長屋の仕出屋の息子が三高に入学を果たすということは極めて稀な話だった。母校・東平野第一小学校から「（三高の）入学式の日に児童総出で見送る」という申し出があったという逸話もある（作之助は同小学校の卒業生では初めての三高生に当たる）。
- 大阪・難波の洋食店『自由軒』の「元祖・混ぜカレー」（名物カレー）を好物としていたらしく、『夫婦善哉』にもそのカレーを記すほか、難波の自由軒本店には「トラは死んで皮をのこす／織田作死んでカレーライスをのこす」と書かれた額縁入りの作之助の写真が、今でも大切に飾られている[6]。
- 家紋は織田信長と同じ「織田木瓜」である。
- 俳優の月形龍之介と指した将棋（1946年7月26日、京都・鴨涯荘、立会人：山中和正五段＜当時＞）の模様が、大阪日日新聞に連載された（同年7月31日〜8月10日）。結果は89手で先手・織田作之助の勝利。

## 作風
出世作となった「俗臭」「夫婦善哉」をはじめ、「競馬」「世相」など短編を得意とした。また出身地である大阪に拘りを持ち、その作品には大阪の庶民（特に放浪者）の暮らしが描かれていることが特徴である。

## 作品

### 単行本
- 『夫婦善哉』創元社 1940年（短編集）
- 『二十歳』萬里閣 1941年（書下し長編）
- 『青春の逆説』萬里閣 1941年（『二十歳』の続編）
- 『合駒富士』実業日報社 1942年（『夕刊大阪新聞』1940年10月-1941年1月、野田丈六名義）、改題『江戸の花笠』桃源社 1950年
- 『五代友厚』日進社 1942年（『日本織物新聞』1942年1-2月）
- 『西鶴新論』修文館 1942年（書下し）
- 『月照』全国書房 1942年（書下し長編）
- 『漂流』輝文館 1942年（短編集）
- 『素顔』撰書堂 1943年（短編集）
- 『わが町』錦城出版社 1943年
- 『大阪の顔』明光堂書店 1943年
- 『大阪の指導者』錦城出版社 1943年
- 『清楚』輝文館 1943年
- 『異教』萬里閣 1943年
- 『猿飛佐助』三島書房 1946年（「火遁の巻」-『新潮』1945年2月、「水遁の巻」-『新文学』1945年3月）
- 『人情噺』ぐらすぷ・らいぶらり 1946年
- 『素顔』瑶林社 1946年（短編集）
- 『文楽の人』白鴎社 1946年
- 『六白金星』三島書房 1946年（短編集）
- 『世相』八雲書店 1946年（短編集）
- 『船場の娘』コバルト社 1947年
- 『妖婦』風雪社 1947年
- 『それでも私は行く』大阪新聞社 1947年（『京都日日新聞』1946年4-7月）
- 『天衣無縫』新生活社 1947年
- 『怖るべき女』実業之日本社 1947年（『りべらる』1946年10月）
- 『夜の構図』萬里閣 1947年（長編時代小説、改題『江戸の花笠』桃源社 1955年）
- 『土曜夫人』鎌倉文庫 1947年（『読売新聞』1946年8-12月）
- 『夜光虫』世界文学社 1947年（『大阪日日新聞』1946年4-8月）
- 『可能性の文学』カホリ書房 1947年（評論集）
- 『世間胸算用』現代社 1956年（『西日本』1941年12月-1942年3月、井原西鶴の現代語訳）

### 短編小説
- 「ひとりすまう」1938年
- 「雨」1938年
- 「俗臭」1939年
- 「署長の面会日」1940年
- 「夫婦善哉」1940年
- 「放浪」1940年
- 「探し人」1940年
- 「面会」
- 「子守歌」1940年
- 「婚期はずれ」1940年
- 「美談」1941年（のち「人情噺」に改題）
- 「黒い顔」1941年
- 「雪の夜」1941年
- 「許婚」1941年
- 「写真の人」1941年
- 「家風」1941年
- 「航路」1941年
- 「立志伝」1941年
- 「動物集」1941年
- 「秋深き」1942年
- 「天衣無縫」1942年
- 「勧善懲悪」1942年8-9月
- 「素顔」1942年
- 「漂流」
- 「大人の童話」
- 「バーナー少佐の手記」1942年
- 「船」
- 「わが町」1942年（フィリピンに出稼ぎに行った男の物語）
- 「周囲」1943年
- 「事始め」1943年
- 「婦人」1943年
- 「社楽」1943年
- 「眼鏡」1943年
- 「帽子」1943年
- 「聴雨」1943年
- 「勝負師」1943年
- 「道」1943年
- 「大阪の指導者」
- 「清楚」
- 「異郷」
- 「武家義理物語」1943年（井原西鶴の現代語訳）
- 「十八歳の花嫁」1943年
- 「姉妹」1943年
- 「木の都」1944年
- 「白鷺部隊」1944年
- 「蛍」1944年
- 「電報」1944年
- 「高野線」1944年
- 「ニコ狆先生」1945年
- 「十五夜物語」1945年
- 「道なき道」1945年
- 「髪」1945年
- 「見世物」1945年
- 「表彰」1945年
- 「奇妙な手記 1946年
- 「船場の娘」1946年
- 「予言者」1946年
- 「六白金星」1946年
- 「訪問客」1946年
- 「注射」1946年
- 「昨日・今日・明日」1946年
- 「アド・バルーン」1946年
- 「蚊帳」1946年
- 「世相」1946年
- 「競馬」1946年
- 「神経 1946年
- 「女の橋」1946年
- 「夫婦善哉後日 1946年
- 「私設渉外局」1946年
- 「鬼」1946年
- 「夜の構図 1946年
- 「雨の都」1946年（中断）
- 「四月馬鹿」1946年
- 「実感」1946年
- 「郷愁」1946年
- 「大阪の女」1946年
- 「文楽の人」
- 「湯の町」1946年
- 「二十番館の女」1946年
- 「薬局」1946年
- 「冴子の外泊」1946年
- 「好奇心」1946年
- 「中毒」1946年
- 「死神 1946年
- 「影絵」
- 「妖姫伝」1947年
- 「妖婦」1947年（阿部定事件を元にした作品）
- 「饗宴」1949年
- 「妻の名」
- 「星の劇場」
- 「報酬」
- 「民主主義」
- 「ヒント」
- 「経験派」
- 「旅への誘い」
- 「蛇仲間」1990年（1943年執筆と見られる）
- 「続夫婦善哉」（2007年に原稿発見）

### 戯曲
- 「落ちる」1933年
- 「饒舌」1934年
- 「朝」1935年
- 「モダンランプ」1935年
- 「私設人事相談所」1941年
- 「初姿」

### 評論
- 「純粋戯曲論」1933年
- 「可能性の文学」1946年
- 「文学的饒舌」1947年
- 「大阪論」

## 作品集
- 『織田作之助選集（全5巻）』中央公論社 1947-48年
- 『織田作之助名作（全15巻）』現代社 1956-57年（14巻は未刊中絶）
- 『定本織田作之助全集（全8巻）』講談社 1970年
- 『織田作之助作品集（全3巻）』沖積社 1999-2000年
- 『六白金星・可能性の文学 他十一篇』岩波文庫、2009年
- 『夫婦善哉 正続 他十二篇』岩波文庫、2013年
- 『わが町・青春の逆説』岩波文庫、2013年
- 『聴雨・蛍　織田作之助短篇集』 大川渉編、ちくま文庫、2000年、全11篇
- 『織田作之助　ちくま日本文学 035』 ちくま文庫、2009年
- 『青春の逆説』 角川文庫、2008年
- 『天衣無縫』 角川文庫、2016年
- 『夫婦善哉』 講談社文芸文庫、1999年、可能性の文学ほか5篇
- 『世相・競馬』 講談社文芸文庫、2004年、全9篇
- 『青春の賭け 小説織田作之助』 講談社文芸文庫、2010年
- 『夫婦善哉』 新潮文庫、改版1989年、2013年、木の都ほか全6篇
- 『夫婦善哉 決定版』 新潮文庫、2016年、全7編
- 『五代友厚』河出文庫、2016年、全2編
- 『夫婦善哉・怖るべき女』 七北数人編、実業之日本社文庫、2013年
- 『定本織田作之助全集』全8巻、文泉堂出版、1995年
- 『織田作之助作品集』全3巻、大谷晃一編、沖積舎、2000年、新版2008年
- 『夫婦善哉　完全版』 雄松堂書店、2007年 - 近年発見の続篇を収む。
- 『俗臭　織田作之助［初出］作品集』 悪麗之介編、インパクト出版会、2011年、「わが町」「四つの都」ほか全集未収録作品全6篇
- 『怖るべき女　織田作之助女性小説セレクション』尾崎名津子編、春陽堂書店、2019年
- 『「可能性の文学」への道　織田作之助評論選』斎藤理生編、本の泉社、2020年

## 映画化作品
- 『還って来た男』松竹、1944年、川島雄三監督、織田作之助脚色、佐野周二、田中絹代（原作「四つの都」）
- 『土曜夫人』大映東京、1948年、田中重雄監督、水戸光子、江川宇禮雄
- 『夫婦善哉』東宝、1955年、豊田四郎監督、森繁久彌、淡島千景
- 『わが町』日活、1956年、川島雄三監督
- 『螢火』松竹、1958年、五所平之助監督、淡島千景、伴淳三郎 （原作「蛍」）
- 『秋深き』ビターズ・エンド、2008年、池田敏春監督、八嶋智人、佐藤江梨子（原作「秋深き」「競馬」）

## 関連文献
- 『織田作之助研究』（河原義夫編、六月社書房）
- 『資料織田作之助』（関根和行、オリジン出版センター）
- 『生き愛し書いた 織田作之助伝』（大谷晃一、沖積舎）
- 『織田作之助文藝事典』（浦西和彦編、和泉書院）
- 『青春の賭け 小説織田作之助』 (青山光二、講談社文芸文庫)
- 『虹の天象儀』（瀬名秀明、祥伝社） - 織田作之助を扱ったSF小説
- 『コーヒーもう一杯』第3巻収録『一枝と作之助』（山川直人、エンターブレイン）
- 『小説家、織田作之助』（斎藤理生、大阪大学出版会「阪大リーブル」）
- 『織田作之助の大阪』平凡社「コロナ・ブックス」- 図版本
- 『織田作之助　昭和を駆け抜けた伝説の文士』河出書房新社 - 図版本

## 織田作之助を演じた俳優
- 内博貴（2013年、織田作之助生誕100年 青春グラフィティ 音楽劇 ザ・オダサク）
- 諏訪部順一 - アニメ『文豪ストレイドッグス』(2016年)
- 小野坂昌也 - ゲーム『文豪とアルケミスト』(2016年)
- 谷口賢志 - 舞台『舞台 文豪ストレイドッグス 黒の時代』(2018年)
- 陳内将 - 舞台『舞台 文豪とアルケミスト 余計者ノ挽歌』(2019年)